# Iwan Ludnikow
Iwan Ilicz Ludnikow, ros. Иван Ильич Людников (ur. 13 września?/26 września 1902 w Kriwej Kosie, zm. 22 kwietnia 1976 w Moskwie) – radziecki wojskowy, generał pułkownik, Bohater Związku Radzieckiego

## Życiorys
Urodził się we wsi Kriwaja Kosa, w rejonie nowoazowskim obwodzie donieckim w rodzinie robotniczej.
Jako nieletni chłopak wyjechał do Juzowki i pracował w kopalniach w Juzowce i Makiejewce.
W 1917 roku wstąpił do Czerwonej Gwardii i w 1918 roku do Armii Czerwonej. Brał udział w wojnie domowej jako szeregowiec. Brał udział w walkach przeciwko oddziałom gen. Kaledina, gen. Wrangla oraz w walkach na Kaukazie.
Po zakończeniu wojny domowej pozostał w Armii Czerwonej. W 1925 roku ukończył Odeską Szkołę Piechoty. Pełnił służbę w 13 Dagestańskiej Dywizji Strzeleckiej będąc dowódcą plutonu i kompanii, a następnie dowódcą plutonu i szefem sztabu batalionu we Władykaukaskiej Szkole Piechoty. W 1930 roku ukończył taktyczno-strzelecki kurs doskonalący „Wystrieł”. W 1938 roku ukończył Akademię Wojskową im. Frunzego.
Po ukończeniu akademii służył w Sztabie Generalnym Armii Czerwonej. W 1939 roku został komendantem Żytomierskiej Szkoły Piechoty, a w marcu 1941 roku został dowódcą 200 Dywizji Strzeleckiej w Specjalnym Kijowskim Okręgu Wojskowym.
Po ataku Niemiec na ZSRR nadal dowodził 200 Dywizją Strzelecką, która prowadziła ciężkie walki obronne na Ukrainie. W dniu 14 września 1941 roku został ciężko ranny w rejonie miasta Niżyn i został ewakuowany na tyły.
Po wyzdrowieniu w listopadzie 1941 roku został dowódcą 16 Samodzielnej Brygady Strzeleckiej, składającej się z uczniów szkół wojskowych. Dowodził nią w czasie operacji rostowskiej oraz w zdobyciu Rostowa.
W maju 1942 roku został dowódcą 138 Dywizji Strzeleckiej, która walczyła w składzie Frontu Stalingradzkiego i Dońskiego. Wziął on udział w bitwie stalingradzkiej, od 17 września 1942 roku dowodzona przez niego dywizja walczyła w samym mieście w rejonie na północ od fabryki „Barykada”, gdzie walczyła w okrążeniu z trzech stron do momentu kapitulacji wojsk niemieckich w Stalingradzie. Za to dywizja została przemianowana na 70 Gwardyjską Dywizję Strzelecką, a jej dowódca został generałem.
W czerwcu 1943 roku został dowódcą 15 Korpusu Strzeleckiego, którym dowodził w czasie bitwy na łuku kurskim. W dniu 22 września 1943 roku dowodzony przez niego korpus sforsował Dniepr w północnej części Czarnobyla i utworzył przyczółek. W dniu 16 października 1943 roku za to otrzymał tytuł Bohatera Związku Radzieckiego.
Następnie brał udział w operacji żytomiersko-berdyczowskiej i płoskirowsko-czernowickiej.
W maju 1944 roku został dowódcą 39 Armii, którą dowodził w czasie operacji białoruskiej, następnie operacji wschodniopruskiej i w kwietniu 1945 roku uczestniczyła w szturmie Królewca.
Po zakończeniu wojny w Europie 39 Armia została przerzucona na Daleki Wschód i weszła w skład Frontu Zabajkalskiego. Wzięła udział w operacji kwantuńskiej, w czasie której zdobyła m.in. Mukden i Port Artur.
Po zakończeniu wojny nadal dowodził 39 Armią, a następnie od czerwca 1947 roku dowodził kolejno 10 Gwardyjską Armią i 13 Armią. W okresie od grudnia 1949 do listopada 1952 roku był zastępcą dowódcy Grupy Wojsk Radzieckich w Niemczech. Następnie od listopada 1952 do września 1954 roku był zastępcą dowódcy Odeskiego Okręgu Wojskowego, później od września 1954 do czerwca 1956 był dowódcą Taurydzkiego Okręgu Wojskowego.
Następnie w okresie od lipca 1956 do lutego 1959 roku był głównym doradcą wojskowym Ministra Obrony Ludowej Republiki Bułgarii. W marcu 1959 roku był komendantem kursu oficerskiego „Wystrieł”, a następnie od 1963 roku szefem katedry w Wojskowej Akademii Sztabu Generalnego ZSRR. W 1968 roku został przeniesiony do rezerwy.
Mieszkał i zmarł w Moskwie, pochowany został na cmentarzu Nowodziewiczym

## Awanse
- płk 1941;
- gen. mjr 27 stycznia 1943;
- gen. por. 25 września 1943;
- gen. płk 5 maja 1945.

## Odznaczenia
- Medal Złota Gwiazda Bohatera Związku Radzieckiego (16 października 1943)
- Order Lenina (trzykrotnie) (22 lutego 1943, 16 października 1943, 21 lutego 1945)
- Order Czerwonego Sztandaru (pięciokrotnie) (27 marca 1942, 27 sierpnia 1943, 1944, 1949, 22 lutego 1968)
- Order Suworowa kl. I (trzykrotnie) (4 lipca 1944, 19 kwietnia 1945, 8 września 1945)
- Order Suworowa kl. II (16 września 1943)
- Order Bohdana Chmielnickiego kl. II